# Theo Gerardy
Theodor „Theo“ Gerardy (* 3. August 1908 in Essen; † 19. Juni 1986 in Hannover) war ein deutscher Geodät, Papierhistoriker, Wasserzeichen- und Inkunabelforscher, Mitbegründer der Internationalen Arbeitsgemeinschaft der Papierhistoriker (IPH) sowie Mitbegründer der Gauß-Gesellschaft.

## Leben
Gerardy legte 1930 die Landmesserprüfung ab und entwickelte sich zu einem der führenden Geodäten seiner Zeit. Ab 1954 leitete er das größte niedersächsische Katasteramt in Hannover. Er führte zahlreiche technische und verwaltungsmäßige Neuerungen durch und hatte große Verdienste um das Vermessungs- und Katasterwesen sowie auf dem Gebiet der Grundstücksschätzung. 1972 wurde er zum Leitenden Vermessungsdirektor ernannt und trat im folgenden Jahr in den Ruhestand. Bekannt wurde er auch durch bedeutende Veröffentlichungen zur Verkehrswertermittlung von Grundstücken. Sein Buch Praxis der Grundstücksbewertung wurde im Liegenschaftswesen ein Standardwerk.
Thema seiner Dissertation waren 1952 die Gaußsche Triangulation des Königreichs Hannover und die preußischen Grundsteuermessungen. 1953 begann Gerardy mit der Sammlung von Material für den Gauß-Gedenkband, der zum 100. Todestag des Gelehrten 1955 erschien. Anschließend ging er an die Ordnung und Katalogisierung des Nachlasses von Carl Friedrich Gauß in der UB Göttingen. Diese Arbeit führte ihn zur Wasserzeichenkunde.
Gerardy leistete für diese Historische Hilfswissenschaft wesentliche methodische Beiträge zur Wiedergabegenauigkeit von Wasserzeichen, befasste sich mit Fragen der Fachterminologie, mit der fotografischen Registrierung von Wasserzeichen und empfahl die Abreibungsmethode als detailgenaues Verfahren zur Wasserzeichendokumentation. Wegweisend waren seine Überlegungen zur rechnergestützten Erfassung von Wasserzeichenbelegen, die er in seinem letzten Lebensjahr publizierte und persönlich nicht mehr in vollem Umfang ausbauen konnte. Es wird darin die genaue Erfassung verschiedener Siebparameter (Lage der Siebseite, Zahl der Kettlinien, Ermittlung der Rippzahl, Abmessungen des Wasserzeichens) vorgeschlagen, um so eine Datenbasis für die maschinelle Auswertung zu schaffen und geeignete Teilmengen selektieren zu können. In kritischer Auseinandersetzung mit Gerhard Piccard hatte er bereits 1965 Vorschläge zur Ordnung einer Wasserzeichensammlung unterbreitet, welche sich in der Folge für den Aufbau von Wasserzeichendatenbanken ebenfalls als sehr hilfreich erweisen sollten.
Mit wasserzeichenkundlichen Untersuchungen beteiligte er sich an der Inkunabelforschung im Hinblick auf das Missale speciale und die Druckgeschichte und die Datierung des Mainzer Catholicons.
Gerardy gehörte 1959 zu den zwölf Gründungsmitgliedern der International Association of Paper Historians. 1963–1976 war er Vizepräsident dieser Organisation und hatte von 1967 bis 1976 die Schriftleitung des Mitteilungsblattes IPH Information inne.

## Veröffentlichungen
- Die Gauß'sche Triangulation des Königreichs Hannover (1821–1844) und die preußischen Grundsteuermessungen (1868–1873). Diss. d. T. H. Hannover. Institute für Geodäsie und Photogrammetrie der Technischen Hochschule, Hannover 1952.
- Zur Methodik der Wasserzeichenforschung. In: Papiergeschichte 6 (1956), Nr. 2, S. 14–20.
- Die Hollandia-Wasserzeichen von F. C. Drewsen & Sohn 1822–1835. Versuch eines neuartigen Kataloges. In: Papiergeschichte 8 (1958), Nr. 1, S. 1–8.
- Sammeln, Ordnen und Katalogisieren von Wasserzeichen. In: Papiergeschichte 9 (1959), Nr. 1, S. 1–12.
- Zur Gebrauchsdauer der Papierformen und des Papiers. In: Papiergeschichte 11 (1961), Nr. 1, S. 9–13.
- Der Stand der Gaussforschung. Gauss-Gesellschaft e. V., Göttingen 1964.
- Datieren mit Hilfe von Wasserzeichen, beispielhaft dargestellt an der Gesamtproduktion der schaumburgischen Papiermühle Arensburg von 1604–1650. (= Schaumburger Studien. Heft) Grimme, Bückeburg 1964.
- Der Identitätsbeweis bei der Wasserzeichendatierung. In: Archiv für Geschichte des Buchwesens. Bd. 9, 1968, Sp. 733–778.
- Gallizianimarke, Krone und Turm als Wasserzeichen in großformatigen Frühdrucken. In: Gutenberg-Jahrbuch 1971, S. 11–23.
- Katalog des WZ „Galliziani-Marke“. In: IPH-Information 5 (1971), Nr. 3, S. 66–73.
- Wasserzeichen in alten Papieren. In: Dag-Ernst Petersen (Hrsg.): Das alte Buch als Aufgabe für Naturwissenschaft und Forschung. Wolfenbüttel 1977, S. 117–138.
- Die Beschreibung des in Manuskripten und Drucken vorkommenden Papiers. In: Les matériaux du livre manuscrit. Brill, Leiden 1980, 37–51.
- Das Papier der Seckelmeisterrechnungen von Freiburg i.Ue. 1402–1465. SPH, Schweizer Papierhistoriker, Schinznach-Bad 1980.
- Zum Stande der Catholicon-Datierung. In: IPH-Information. Bd. 17, 1983, Nr. 1, S. 2–7.
- Zur Methodik des Datierens von Frühdrucken mit Hilfe des Papiers. In: Ars impressoria. Entstehung und Entwicklung des Buchdrucks. Saur, München 1986, S. 47–64.
- mit anderen Autoren: Praxis der Grundstücksbewertung: Die Enzyklopädie der Wertermittlung. Loseblattsammlung. ISBN 978-3789218002.

## Nachlass
- Wasserzeichensammlung Theo Gerardy in der Königlichen Bibliothek der Niederlande in Den Haag.[16]
- Zentralarchiv deutscher Mathematiker-Nachlässe